# Yanwukou
Yanwukou (kinesiska: 岩屋口) är en socken i Kina. Den ligger i provinsen Hunan, i den södra delen av landet, omkring 330 kilometer nordväst om provinshuvudstaden Changsha. Antalet invånare är 3630. Befolkningen består av 1 828 kvinnor och 1 802 män. Barn under 15 år utgör 24,0 %, vuxna 15-64 år 59 %, och äldre över 65 år 16,0 %.
Genomsnittlig årsnederbörd är 1 711 millimeter. Den regnigaste månaden är maj, med i genomsnitt 288 mm nederbörd, och den torraste är december, med 22 mm nederbörd.